# 中国科学院大学化学科学学院
中国科学院大学化学科学学院，与中国科学院化学研究所联合组建成立，原名中国科学院大学化学与化工学院、中国科学院研究生院化学与化学工程学院，成立于2004年9月，其前身为中国科学院研究生院化学系，是中国科学院研究生院11个院系之一。

## 主要专业
- 应用化学

## 历任院长
1. 第一任　2012年至今　院长：万立骏